# PGO
PGO – tajwański producent skuterów, motocykli i ATV.

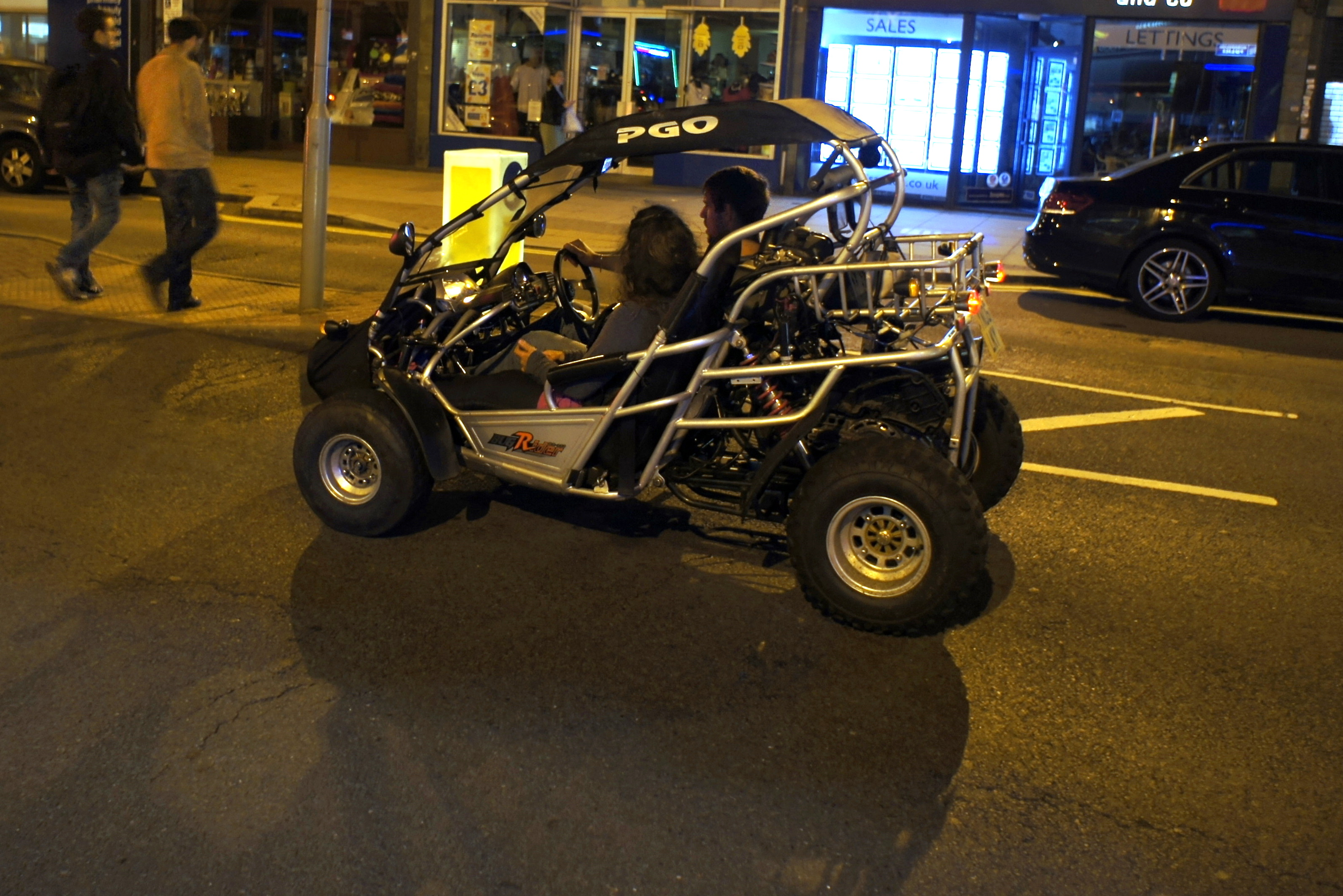
Buggy (PGO Bug Rider)

Firma została założona w 1964 roku i rozpoczęła produkcję w 1972 roku, na licencji włoskiego Piaggio, stąd nazwa (PiagGiO). Od 1984 roku projektuje i produkuje własne skutery. Jakościowo produkty te są z górnej półki. Silniki 50cm³, a także dwu- i czterosuwowe silniki są dostępne do 150cm³. Wśród najbardziej udanych jednośladów są BigMax, Star, PMX oraz T-Rex. Aktualne modele to G-Star i Ligero. W 1992/1993 PGO próbowało nawet produkcji motocykli i opracowało PGO 1600 V2. Motocykl, który jest dwucylindrowy, 4-suwowy silnik V i 1600 cm³ i miał napęd łańcuchowy. Model ten nie osiągnął sukcesu.
PGO jest jedną z niewielu firm, które produkują swoje własne silniki. Od 1996 roku należy do PGO Tajwan Tea Company, jednej z największych firm na Tajwanie.

## Modele
- Bubu
- G-Max
- PMX
- Naked
- T-Rex
- Galaxy
- BigMax
- Hot
- Comet